# Crithote crinipes
Crithote crinipes är en fjärilsart som beskrevs av Pieter Cornelius Tobias Snellen 1880. Crithote crinipes ingår i släktet Crithote och familjen nattflyn. Inga underarter finns listade i Catalogue of Life.